# José Pinilla Pascual
José Pinilla Pascual (Autol, La Rioja, 2 de juliol de 1837 - Madrid, 1902) va ser un professor, pedagog i compositor.
Va estudiar solfeig amb Juan Castellano, piano amb José Miró, i harmonia, contrapunt, fuga i composició amb Hilarión Eslava al Conservatori de Madrid. Hi va obtenir un accèsit en harmonia (1856), un accèsit de piano (1859), un segon premi de piano amb medalla de plata (1860), i el 1861 el premi de composició amb medalla d'or. Va començar com a professor de solfeig al conservatori el 1863, de manera gratuita; a proposta del professorat se'l va anomenar, per ordre real, professor auxiliar del mateix centre, i el 1864 va obtenir per oposició la plaça de catedràtic numerari de solfeig, proposat per unanimitat. Va tenir molts alumnes premiats en els concursos del conservatori. Posteriorment va ocupar la càtedra d'harmonia fins a la seva mort. Va col·laborar el 1864, junt amb altres professors del conservatori, en una subscripció oberta per Baltasar Saldoni i Remendo per celebrar unes exèquies solemnes per l'organista i MC de la Catedral de Barcelona Mateu Ferrer i Oller. El 1865 va fundar una escola d'harmonia, contrapunt, fuga, composició i instrumentació per correspondència. Va ser nomenat cavaller de l'orde de Carles III en 1882. La seva Teoría completa del solfeo…, estructurada en preguntes i respostes, i amb gran quantitat d'exemples intercalats en el text, s'adaptava al Método de solfeo del seu mestre Eslava, que considerava un innovador per la disposició progressiva de les dificultats, i per haver desterrat la nomenclatura dels valors propis de la notació blanca proporcional que es continuava aplicant a les figures en el tractats de solfeig. Perquè l'alumne s'adaptés a entonar de manera afinada, Pinilla rebutjava l'acompanyament pianístic en el solfeig. En els seus Ejercicios de entonación y medida separa la pràctica d'aquestes dues dificultats, per tractar-les finalment en conjunt.

## Obra

### Obra didàctica
- Egercicios de entonación y medida aplicables a todos los métodos de solfeo, Madrid, Bonifacio Eslava, sf.
- Teoría completa del solfeo... Obra dividida en tres cuadernos, conteniendo respectivamente la teoría que corresponde a cada año o curso de los tres en el que se estudia la asignatura del solfeo en el Conservatorio (hoy Escuela Nacional de Música y Declamación), Madrid, Imp. Aribau y Cía., 1880.

### Música religiosa
- Célebre Ave María de Gounod, Fant-trans (Bonifacio Eslava)
- Flores a María nº 10, 3v, p u órg (Bonifacio Eslava)
- Flores de Mayo, Can, 2v
- Gozos a la virgen del Carmen, 3v
- Misa fácil en Si bemol, VV, p u órg (CD)
- Motete al Santísimo, para la festividad del Corpus Christti, Bar o B, p, órg (Bonifacio Eslava)

### Cançons
- A los toros, Can espanyola, v, p (Bonifacio Eslava)
- Bombita, Paso torero (UME)
- Desamparada, melodia (Bonifacio Eslava)
- La luz y la sombra, v, p (BZ)
- La malagueña en ronda. Preciosísima malagueña, v, p (Bonifacio Eslava/UME, 1879)
- La primera lágrima, Bal, V, p (BZ)

### Piano
- Célebre cuartero de la ópera Rigoletto; El infantil, Val (Bonifacio Eslava)
- Fantasía brillante sobre la ópera Las treguas de Tolemaida (Bonifacio Eslava)
- Glòria, Pk brillante (CD)
- La velada de San Juan en Sevilla|La velada de San Juan en Sevilla. Capricho-característico andaluz, sobre un coro de la ópera de H. Eslava Don Pedro el Cruel (Bonifacio Eslava)
- No te olvido, Val lento (Col. Fidelio)
- Reverte, Pasa (vers. gui) (UME)
- Ronda militar nocturna, (CD)